# Hội Kỹ sư Điện và Điện tử
Hội Kỹ sư Điện và Điện tử (tiếng Anh: Institute of Electrical and Electronics Engineers, viết tắt: IEEE) là một tổ chức phi lợi nhuận, chuyên nghiệp nhằm nâng cao sự thịnh vượng qua sự phát huy các đổi mới công nghệ tạo cơ hội nghề nghiệp cho các thành viên và cổ vũ cộng đồng thế giới mở rộng. IEEE đề xướng quá trình kỹ nghệ cao của sáng tạo, phát triển, tích hợp, chia sẻ và ứng dụng hiểu biết về công nghệ điện tử và tin học, cũng như là các khoa học nhằm đem lại lợi ích cho con người và nghề nghiệp. Tổ chức này chính thức hoạt động đầu năm 1963. Thành viên hiện hơn 420 ngàn người khắp nơi trên thế giới bao gồm kỹ sư, khoa học gia và sinh viên. Một ảnh hưởng lớn của IEEE là việc phát triển tiêu chuẩn 802 cho LAN và được phổ dụng mọi nơi.